# Oxira flavostigma
Oxira flavostigma là một loài bướm đêm trong họ Noctuidae.